# 尖萼兜蕊兰
尖萼兜蕊兰（学名：Androcorys oxysepalus）为兰科兜蕊兰属下的一个种。

## 扩展阅读
- 維基物種上的相關：尖萼兜蕊兰